# Kap Verde-halvön

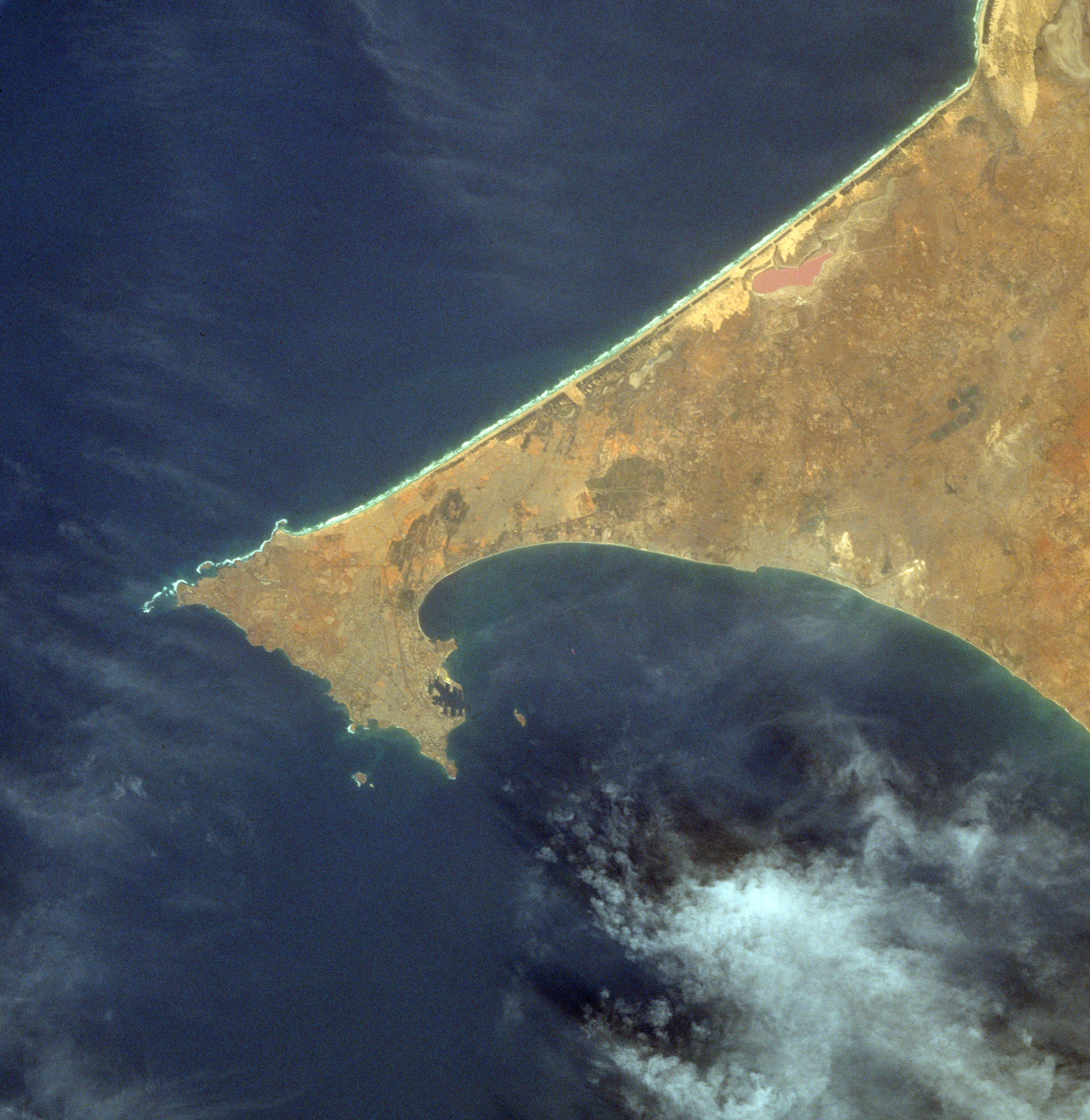
Kap Verde-halvön

Kap Verde-halvön eller Kap Verde (franska: Presqu'île du Cap-Vert, portugisiska: Cabo Verde, Gröna udden) är en halvö i västra Senegal vars spets Pointe des Almadies är den afrikanska kontinentens västligaste punkt och är en av världens yttersta platser. Kap Verdehalvön omsluter en bukt som utgör en naturlig hamn. Vid bukten ligger Senegals huvudstad Dakar.